# M/S Sjöbris
M/S Sjöbris är ett passagerarfartyg som trafikerar Stockholms norra skärgård.

## Historia
Sjöbris byggdes 1987 av Marinteknik Verkstads AB i Öregrund och levererades samma år till AB Stockholms Skärgårdstrafik. Hon är systerfartyg till M/S Sjögull, men till skillnad från henne är Sjöbris inte förlängd i efterhand. År 2000 köptes hon av Blidösundsbolaget. 2003 fick hon nya maskiner och 2007 nyrenoverad övre salong.

## Galleri

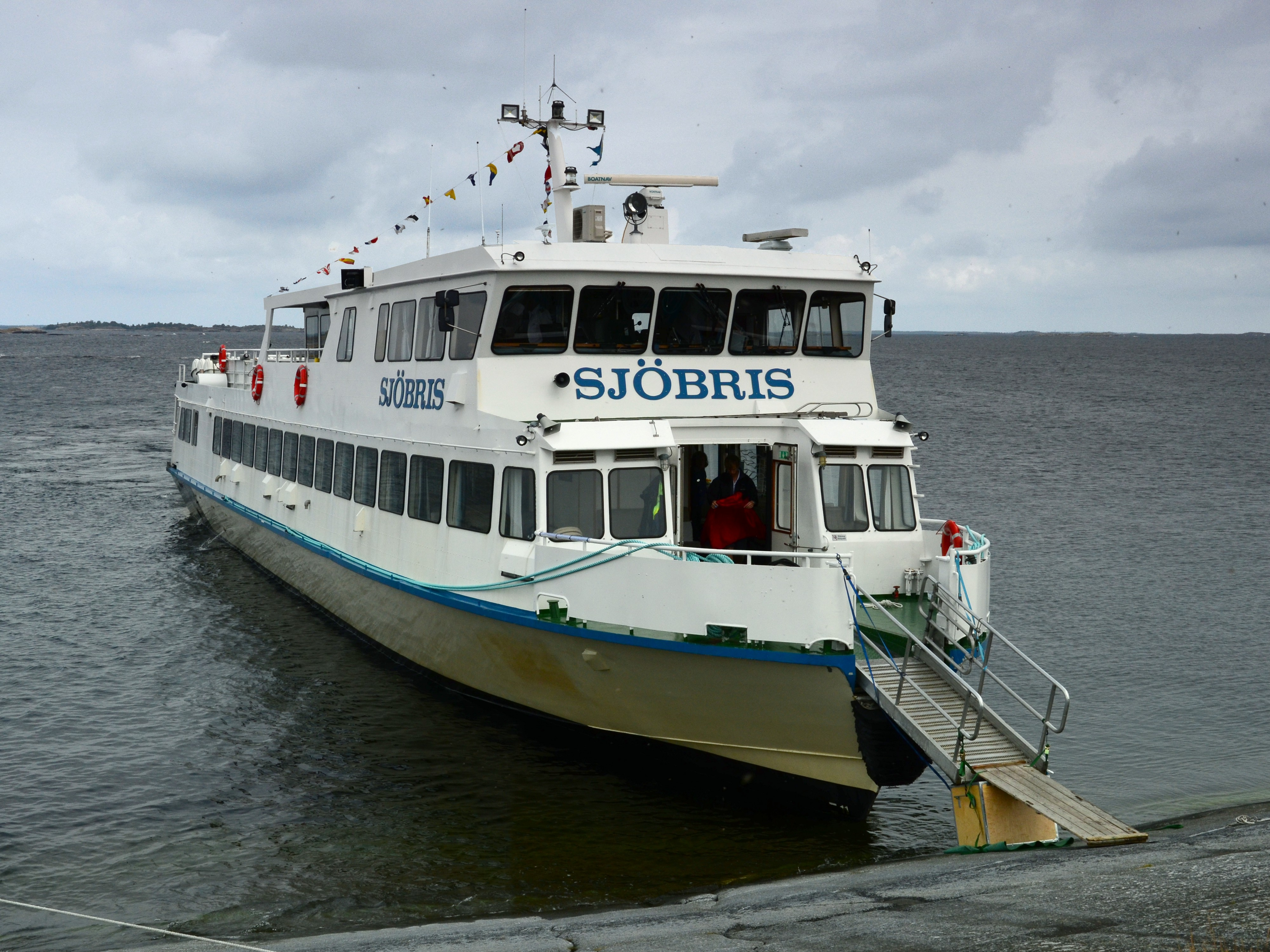
M/S Sjöbris vid Tärnskär i Stockholms yttre skärgård.
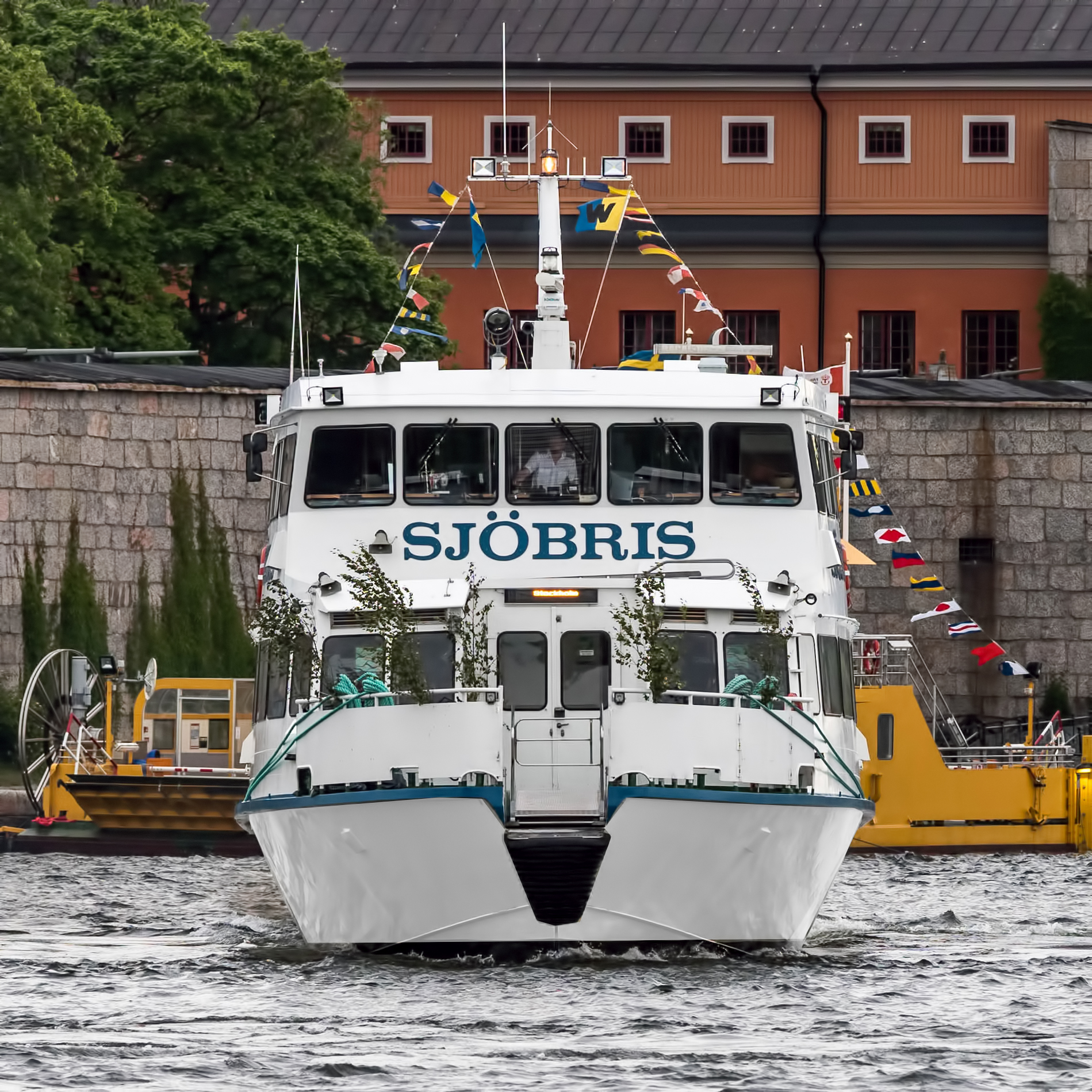
M/S Sjöbris anlöper Vaxholm.
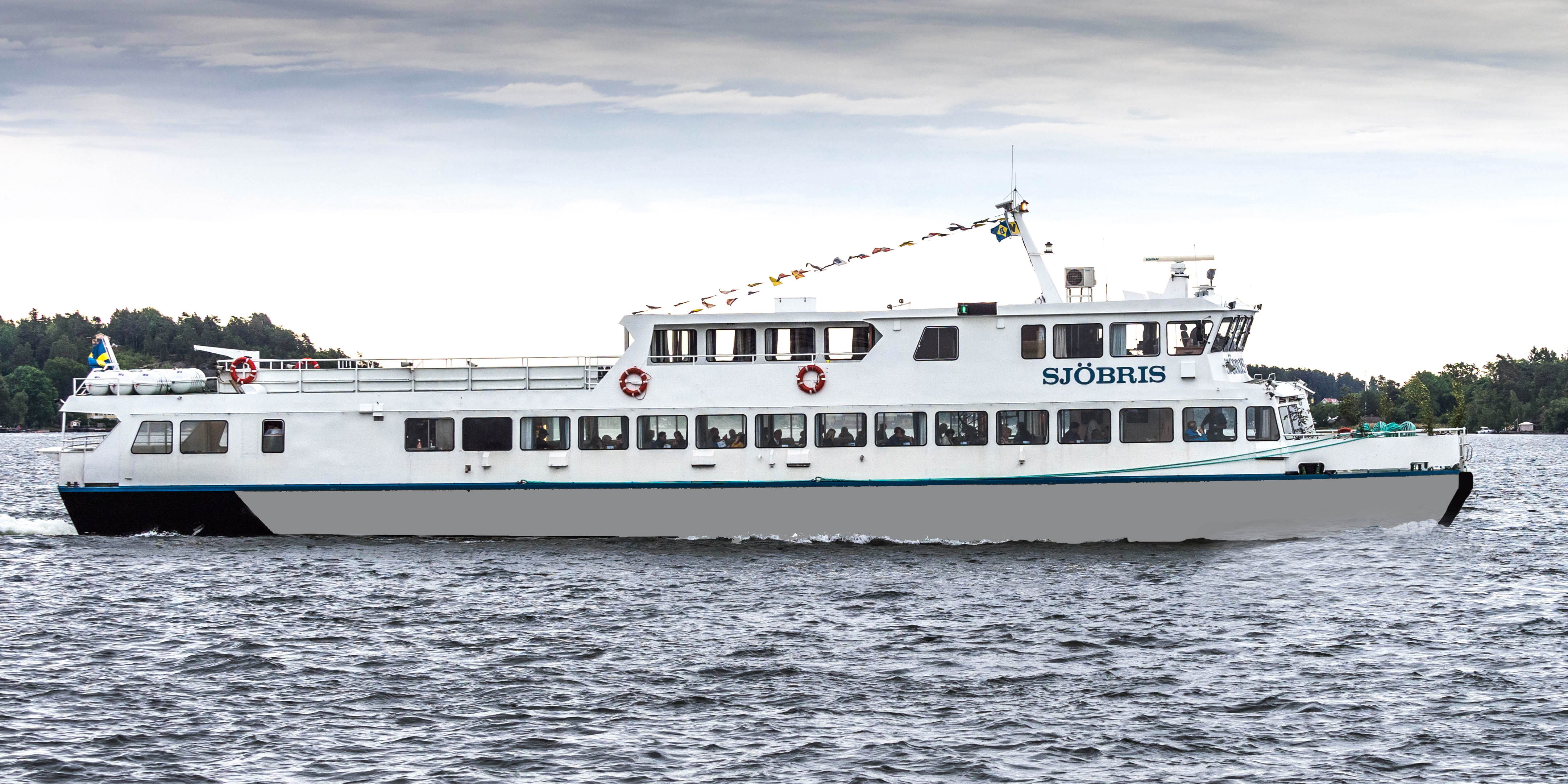
M/S Sjöbris Lämnar Vaxholm.